# El oficial polaco (novela)
El oficial polaco es una novela de Alan Furst publicada en inglés en 1995 y en español en 2007 por la editorial Seix Barral. La traducción estuvo a cargo de Jaime Collyer.

## Argumento
En septiembre de 1939 Varsovia cae ante la Wehrmacht, para el Capitán polaco Alexander de Milja comienza una nueva etapa de su vida, ahora, con su país ocupado por los nazis, su lucha será clandestina. El Związek Walki Zbrojnej (ZWZ), que coordina la resistencia polaca, le encomienda escamotear la reserva de oro nacional escondiéndola en un tren con destino a Bucarest. Esta es solo la primera de una serie de misiones que llevaran al infatigable oficial por diversos lugares de una Europa sumida en la guerra, del mercado negro de París,  donde contactará con miembros de la resistencia y espías británicos, al puerto de Calais, donde posibilitara un ataque nocturno de la RAF contra buques alemanes, y también a los helados bosques de Ucrania.

## Personajes
Alexander de Milja es un oficial de mediana edad. Su familia pertenecía a la aristocracia polaca y él se graduó en una escuela militar francesa de Saint-Cyr.  
Anton Vyborg Es su jefe y su ángel de la guarda. También aparece en la novela Los espías de Varsovia.
Genya Beilis valiente mujer de origen polaco que mantiene un romance con De Milja.